# 葉月つばさ
葉月つばさ（はづき つばさ、1998年6月16日 - ）は、日本のグラビアアイドル、イラストレーター。

## 経歴
青森県つがる市出身。高校卒業後上京し、株式会社つばめに入社し、つばめグリルで正社員として勤めた。東京・新宿のクラブ・セガで「セクシー女優にならないか」とスカウトされ、「やりません」と断ったものの「じゃあグラビアはどう?」と聞かれ事務所に所属。2017年に撮影会に出席したことをきっかけに、同年にイメージビデオを発売してデビュー。のちに宣材写真撮影ではバストトップを撮られるなど、事務所の実態はAV事務所であったことを明かしている。
デビュー作となるイメージDVDはDMM.com月間ランキングで1位を獲得。セカンドDVDもDMM週間ランキングで1位を獲得。
2019年8月3日、テレビ東京系『ゴッドタン』にて「第3次ブームの主役に食い込むグラドル」として取り上げられ出演。デビューまでの経緯や、趣味嗜好が話題となる。以降、雑誌グラビアなどでも活動する。
2019年12月18日、グラビアアイドルDVD販売会社が選ぶアワード『グラビア・オブ・ザ・イヤー2019』（主催：キネマ旬報社、協力：ガジェット通信）にて、優秀賞を受賞。
デビュー以降、芸能事務所kaela（カエラ）に所属していたが2020年に退所。2020年8月には初の写真集『RED ZONE』（講談社）を発売。2021年1月28日、同年2月からフリーランスとして活動することを自身のTwitter（現・X）で報告した。
2021年8月にセカンド写真集『水蜜』（講談社）を発売。DLsiteでの同人誌レビューや漫画雑誌『快楽天』（ワニマガジン社）での趣味を生かしたコラムなど執筆活動も行っている。『FRIDAY』（講談社）2022年5月6日・13日合併号で撮りおろしヌードを掲載した。

## 人物
- 童顔かつ素朴な風貌でグラビアアイドルとしては小柄で細身である一方、大胆な露出とポーズといった「見た目とのギャップ」が特徴。
- 特技はイラストや一人喋り[10]。
- また男性向けの18禁エロ漫画・ゲームを嗜むことも公言しており、前述のようにこのジャンルについてのコラム執筆なども行う。アダルトビデオなどの三次元には興味がないという。

## 出演

### テレビ
- 鎧美女 #54（2019年5月15日〈14日深夜〉、フジテレビONE）- 甲冑：石田三成[11]
- じっくり聞いタロウ～スター近況（秘）報告～（2024年7月25日、テレビ東京）- ネクストブレイク女性タレント / ぶっちゃけ告白大連発SP [12]

### 映画
- セイキマツブルー（公開未定[13]、監督：ハシテツヤ）[14]

### 音声配信
- よゐこ有野のノーギャラジオ（2023年6月5日、Radiotalk）[15]

## 作品

### イメージビデオ
※太字タイトルはBD版同時発売
- ピュア・スマイル（2017年12月22日、竹書房）[16]
- 真っ白なキモチ（2018年3月30日、エスデジタル）[17]
- 純水（2018年7月20日、ラインコミュニケーションズ）[18][19]
- 翼をください（2018年11月24日、竹書房）[20]
- すっぴん（2019年5月20日、ラインコミュニケーションズ）[21][22]
- 翼に触れて（2019年10月25日、竹書房）[23]
- 方言Girl〜わった好き♥〜（2020年3月20日、ラインコミュニケーションズ）[24][25][26]
- 葉月つばさ ヒミツの個人撮影会（2020年8月21日、竹書房）[27]
- 最後のKISS～葉月つばさイメージ卒業作品～（2021年5月20日、ラインコミュニケーションズ）[28][29][30]

## 出版

### 写真集
- RED ZONE（2020年8月31日、講談社、撮影：青山裕企）ISBN 978-4065211342[31]
- 水蜜（2021年8月28日、講談社、撮影：西田幸樹）ISBN 978-4065257104[32]

### デジタル写真集
- 危ないベビーフェイス MILK・BLUE（2019年8月2日、講談社［FRIDAYデジタル写真集］、撮影：LUCKMAN）[33][34]
- 危ないベビーフェイス ALL未公開完全版 RED（2019年8月16日、講談社［FRIDAYデジタル写真集］、撮影：LUCKMAN）[35]
- M字上げ（2019年9月20日、集英社［週プレ PHOTO BOOK］、撮影：栗山秀作）[36]
- RED ZONE スペシャルEdition vol.1･2（2020年9月18日、講談社［FRIDAYデジタル写真集］、撮影：青山裕企）[37][38]
- RED ZONE MAX Edition 128ページ完全版（2020年9月18日、講談社［FRIDAYデジタル写真集］、撮影：青山裕企）[39]
- つばさキャット／黒編・白編（2020年10月17日、集英社［週プレ PHOTO BOOK］、撮影：栗山秀作）[40][41]
- つばさキャット完全版（2021年1月1日、集英社［週プレ PHOTO BOOK］、撮影：栗山秀作）[42]
- 新境地フルヌード vol.1･2（2021年3月26日、講談社［FRIDAYデジタル写真集］、撮影：星野耕作）[43][44]
- 水蜜 スペシャルEdition vol.1･2（2021年9月3日、講談社［FRIDAYデジタル写真集］、撮影：西田幸樹）[45][46]
- 水蜜 MAX Edition vol.3（2021年9月10日、講談社［FRIDAYデジタル写真集］、撮影：西田幸樹）[47]
- 澪引き vol.1･2（2022年7月1日、講談社［FRIDAYデジタル写真集］、撮影：西田幸樹）[48][49]
- 柔らかな罪 vol.1･2（2023年6月2日、講談社［FRIDAYデジタル写真集］、撮影：彦坂栄治）[50][51]
- まだ少女だった頃（2023年6月16日、集英社［週プレ PHOTO BOOK］、撮影：栗山秀作）[52]
- 新しい朝（2023年7月12日、白夜書房［BUBKAデジタル写真集］、撮影：高橋慶佑）[53]
- 純情、はらり。（2024年1月29日、小学館［週刊ポストデジタル写真集］、撮影：丸谷嘉長）[54]
- 奔放 vol.1･2（2024年2月1日、講談社［FRIDAYデジタル写真集］、撮影：栗山秀作）[55][56]
- 内緒のおやつ（2024年3月1日、秋田書店［ヤングチャンピオンデジグラ］）
- Complete Box 295枚収録（2024年5月24日、PAD［ラブポップグラビア］）共演：春野うらら
- 夏のイケナイ思い出（2024年9月17日、双葉社［漫画アクションデジタル写真集］、撮影：大江麻貴）[57]

### 雑誌
- ヤングガンガン2020年5/1号（No.09）（2020年4月17日、スクウェア・エニックス）※表紙・グラビア・ピンナップ（合計16P）【特別付録：葉月つばさ 両面お風呂ポスター】 JANコード 4910288910501

## 執筆

### コラム
- 葉月つばさの同人レビュー（2020年2月5日 - 、エイシス「DLチャンネル」）
- COMIC快楽天コラム（2021年8月号 - 、ワニマガジン社「COMIC快楽天」）

### 漫画
- 妖しい恋（2021年06月29日、2022年04月11日、DLsite）